# 民主主義民族統一全国連合
民主主義民族統一全国連合（みんしゅしゅぎみんぞくとういつぜんこくれんごう）は、盧泰愚政権時に結成され、現在に至る韓国の民族民主運動勢力（韓国における在野の名称）の連合体で、全国民族民主運動連合（以下、全民連）を母体として結成された。略称は全国連合。初代常任議長は全国農民会総連盟（全農）の初代議長である権鐘大。

## 概要
盧泰愚政権当時の在野勢力の全国組織である全民連は、在野勢力の政治勢力化（政党結成）を巡る論争を巡って分裂状態に陥った。また、過激な闘争方針に基づく反政府運動が、朝鮮日報や東亜日報などの保守系マスコミや市民に批判され弱体化したうえに、幹部が相次いで拘束され、機能停止状態となった。そのため、1990年1月に結成された民主自由党（民自党）に反対する在野勢力の連合体である「民自党一党独裁粉砕と民衆基本権争取のための国民連合」（以下、国民連合）を統合する形で、1991年12月に民主主義民族統一全国連合が結成された。
- 全国連合構成団体[1]（括弧内は略称名）
  - 全国農民会総連盟
  - 韓国大学総学生連合（韓総連）
  - 全国民族民主遺家族協議会（遺家協）
  - 全国女性農民会総連合
  - 民族自主平和統一中央会議（民自統）
  - 韓国女性団体協議会準備委員会
  - 四月革命会
- オブザーバー加盟
  - 全国民主労働組合総連盟（民主労総）
  - 民主化のための全国教授会（民教協）
  - 韓国民族芸術人総連合（民芸総）
  - 民主化実践家族運動協議会（民家協）
  - 民族社会運動連合
  - 全国仏教運動連合（全仏連）
  - 韓国労働運動協議会（韓労協）

## 全国連合の5大綱領
全国連合は、民族民主勢力の統一と団結を基礎とした韓国社会の民族民主的変革と民族の自主的平和統一を目的としている。綱領は以下の通りである。
1. 民衆生存権の守護と社会全領域の民主改革
2. 真の民主政府の樹立
3. 外勢[2]の干渉の排撃と民族自主権の実現
4. 平和と民主主導の自主的民族統一
5. 民族民主勢力の統一・団結と内外の民主力量との連帯

出所：金栄鎬『現代韓国の社会運動 民主化後・冷戦後の展開』（社会評論社）42頁。

## 全国連合の活動
- 民衆生存権守護と社会の全領域における民主改革を実現するための事業
  - WTO反対闘争
  - 農畜産物・金融市場開放阻止闘争
  - 企業海外売却反対闘争
  - 韓米・韓日投資協定阻止闘争
  - 国家保安法廃止闘争
- 外国勢力の干渉を排撃し、民族自主権を争守するための事業
  - 梅香里爆撃場閉鎖
  - （朝鮮戦争時の）良民虐殺、駐韓米軍犯罪、不平等な韓米行政協定問題など駐韓米軍撤収闘争
  - 「米軍虐殺蛮行真相究明全民族特別調査委員会」とともに米軍を国際戦犯裁判所に立たせるための活動
- 韓半島の平和と自主的民族統一のための事業
  - 朝米平和協定締結闘争
  - 連邦制統一方策大衆化のための事業
  - 8・15統一行事
- 民族民主勢力の統一と団結と国内外民主勢力の連帯を強化するための事業
  - 「反帝自主のための2000年国際平和大会」などの開催
  - インターナショナルアクションセンターなどとの交流事業

出所：在日韓国民主人権協議会編『韓国NGO100データブック』みずのさわ出版、146〜148頁、「民主主義民族統一全国連合」解説より引用。

## 参考資料
- 金栄鎬『現代韓国の社会運動 民主化後・冷戦後の展開』社会評論社
- 和田春樹・石坂浩一編集『岩波小辞典 現代韓国・朝鮮』岩波書店
- 在日韓国民主人権協議会編『韓国NGO100データブック』みずのさわ出版